# محمد العويشي
محمد العويشي مواليد 28 أكتوبر 1991 في تونس، هو لاعب كرة قدم تونسى يلعب في نادي الشعلة السعودي.

## روابط خارجية
- محمد العويشي على موقع قاعدة بيانات كرة القدم.إي يو (الإنجليزية)
- محمد العويشي على موقع Soccerway.com (الإنجليزية)